# Unlink

unlink — утилита Unix, удаляющая имя одного указанного файла из файловой системы.

## Описание
Если удаляемое имя было последней ссылкой на файл и никакие процессы не открывают файл, то файл удаляется, и пространство, которое он использовал, становится доступным для повторного использования, в противном случае, когда файл открыт, файл будет существовать до последнего дескриптора файла после чего ссылка на него будет закрыта. Если имя ссылается на символическую ссылку, ссылка удаляется. Если имя относится к сокету или устройству, имя для него удаляется, но процессы, которые имеют открытый объект, могут продолжать его использовать.
В случае успеха возвращает ноль, в противном случае возвращает ненулевое значение

## Синтаксис
```
   
unlink
 
[
имя_файла
]

```

### Пример использования
Чтобы удалить файл abc нужно выполнить данную команду:
```
   
unlink
 
abc

```